# Mario Pieri
Mario Pieri (Lucca, 22 de junho de 1860 – Capannori, 1 de março de 1913) foi um matemático italiano

## Vida
Estudou de 1880 a 1881 na Universidade de Bolonha, completando sua formação universitária em 1884 graças ao mecenato de Salvatore Pincherle na Escola Normal Superior de Pisa, obtendo a laurea com Luigi Bianchi.

## Obras
- I principii della geometria di posizione composti in sistema logicao deduttivo, Memorie della R. Accademia delle Scienze de Torino, 48, 1898, 1–62
- Sur la géométrie envisagée comme un système purement logique, Bibliothèque du Congrès International de Philosophie, III, 1900, 367–404
- Opere sui fondamenti della matematica, Sammlung: Opere di grandi matematici, U.M.I., Bologna, 1980